# Neurohormony
Neurohormony – hormony regulujące wydzielanie hormonów przysadki mózgowej, wytwarzane przez tkankę nerwową, najczęściej w podwzgórzu. Do neurohormonów należą m.in. kortykoliberyna, tyreoliberyna, gonadoliberyna, somatoliberyna, somatostatyna czy dopamina.
Terminem tym określa się niekiedy także ogólnie wszystkie hormony wytwarzane przez tkankę nerwową, m.in.: wazopresynę, adrenalinę, oksytocynę, acetylocholinę czy melanotropinę.